# Future Science Fiction et Science Fiction Stories
 (avril 2016).
Si vous disposez d'ouvrages ou d'articles de référence ou si vous connaissez des sites web de qualité traitant du thème abordé ici, merci de compléter l'article en donnant les références utiles à sa vérifiabilité et en les liant à la section « Notes et références ».
Future Science Fiction et Science Fiction Stories sont deux revues de science-fiction américaines publiées sous divers noms entre les années 1939 et 1943, puis entre 1950 et 1960. 

## Historique
Le rédacteur en chef des deux publications fut tout d'abord Charles Hornig pour quelques numéros, remplacé ensuite et jusqu'à la fin par Robert A .W. Lowndes (en). En 1941 les deux revues sont réunies en une seule intitulée Future Fiction combined with Science Fiction, mais en 1943 le manque de papier dû à la période de guerre mit fin à la publication, l'éditeur Louis Silberkleit, préférant se concentrer sur ses revues de western et de mystère. 
En 1950, le marché redémarrant, Silberkleit relança Future Fiction, toujours au format pulp. Au milieu des années 1950 il relança également Science Fiction, cette fois sous le titre Science Fiction Stories. À partir du numéro de septembre 1955, la graphie du titre Science Fiction Stories a été modifiée de sorte que l'on lise sur la couverture The Original Science Fiction Stories. Durant les années 1950, Silberkleit n'alloua qu'un faible budget aux deux magazines. Finalement les deux titres disparurent en 1960 lorsque le distributeur décida soudainement d'abandonner toutes les publications de Silberkleit.

## Contenu
Les textes de fiction furent généralement assez quelconques, hormis quelques rares histoires remarquables, plus particulièrement dans les tout premiers numéros de la revue. Lowndes s'efforça de donner une tonalité amicale et engageante aux deux magazines, en se préoccupant des souhaits des lecteurs. Il eut plus de succès que Hornig pour obtenir de bonnes histoires, notamment parce qu'il entretenait de bonnes relations avec plusieurs auteurs reconnus ou débutants. 
Parmi les meilleures histoires publiées, on trouve The Liberation of Earth de William Tenn (traduit en France sous La libération de la Terre dans le magazine Fiction) et If I Forget Thee, Oh Earth d'Arthur C. Clarke (traduit sous Si jamais je t'oublie, ô Terre dans le recueil L'Étoile chez J'ai lu).